# Пчелно
Пчелно (болг. Пчелно) — село в Болгарии. Находится в Тырговиштской области, входит в общину Антоново. Население составляет 8 человек (2022).

## Политическая ситуация
В местном кметстве Пчелно, в состав которого входит Пчелно, должность кмета (старосты) исполняет Мехмед  Шабанов Мехмедов (Движение за права и свободы (ДПС)) по результатам выборов правления кметства.
Кмет (мэр) общины Антоново — Танер Мехмед Али Движение за права и свободы (ДПС)) по результатам выборов в правление общины.